# Vatikan-Ogham-Zeichenreihe
Die Vatikan-Ogham-Zeichenreihe ist ein hochmittelalterlicher Manuskripteintrag in Ogham-Schrift im Codex Reg. Lat. (Reginensus Latinus) 1308, fol. 62 verso. Während die Handschrift bereits aus dem 10. Jahrhundert n. Chr. stammt, sind die Ogham-Zeichen sowie die anderen aufgelisteten Alphabete auf der letzten Manuskriptseite ein nachträglicher Zusatz aus dem 12. Jahrhundert. Die Handschrift ist in der Vatikanischen Apostolischen Bibliothek in Vatikanstadt aufbewahrt.

## Inschrift

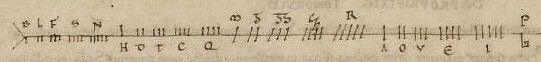
Übertragung: B L F S N H D T C Q M G GG Z R A O U E I P

Die Vatikan-Ogham-Zeichenreihe steht auf der Seite ganz oben. Dann folgen noch vier weitere Alphabete.
Der Ogham-Eintrag beginnt mit dem am jeweiligen Zeilenanfang für viele Ogham-Inschriften typischen Anfangspfeil (nach rechts verlaufend), der auch die Leserichtung anzeigt. Dann werden die 20 Ogham-Zeichen, die in der überlieferten festen Reihenfolge angeordnet sind, dargestellt. Die Übertragung der Lautwerte erfolgt mit lateinischen Buchstaben. Eine Besonderheit hinsichtlich seiner Übertragung ist das Zeichen ᚍ, das nicht wie allgemein üblich mit NG, sondern mit GG übertragen wird.
Nach der 20er Ogham-Reihe ist als Zeichen für den Lautwert P ein Forfid angefügt. Dieses von der Stammlinie herunterhängende und somit auf dem Kopf stehende Zeichen für P hat die lateinische P-Form zur Grundlage, ist jedoch eckig. Das hier für P verwendete Forfid wird auch für die Lautfolge UI verwendet.

## Besonderheit
Die Vatikan-Ogham-Zeichenreihe aus dem 12. Jahrhundert gehört nach der Berner Ogham-Zeichenübersicht (etwa 800 n. Chr.) und den Ogham-Marginalien im Codex Sangallensis 904 zu den ältesten erhaltenen Ogham-Inschriften von Ogham-Einträgen in mittelalterliche Manuskripten. Sie ist noch etwas älter als der Inisfallen-Ogham-Text, der nach 1193 geschrieben wurde.